# Koku
Koku (石) är en japansk volymenhet som motsvarar 180,39 liter, vilket beräknades vara den mängd ris en person åt under ett år. Koku är idag en föråldrad måttenhet, men under medeltiden beräknades japanska länsherrars, daimyo, rang utifrån hur många koku ris som deras domäner avkastade i skatt.
En förläning, eller en han (藩), gav minimum en avkastning på 10 000 koku.
Daimyon använde även koku till att betala samurajer som tjänade allt från 50 koku och uppåt.